# Samuel Bellamy
Samuel Bellamy (23. února 1689 Plymouth – 26. dubna 1717 Cape Cod), známý jako „Black Sam“ Bellamy, byl anglický pirát, který působil na počátku 18. století. Byl nejbohatším pirátem v zaznamenané historii a jednou z tváří „zlatého věku pirátství“. Ačkoli jeho kariéra pirátského kapitána trvala jen o něco déle než rok, zajal se svou posádkou nejméně 53 lodí. Přezdívku Black Sam (Černý Sam) dostal, protože nenosil módní pudrovanou paruku, ale vázal si své dlouhé černé vlasy jednoduchou páskou. Byl znám tím, že jednal velkoryse se svými zajatci, což mu vyneslo další přezdívku Prince of Pirates (Kníže pirátů). Přirovnával se k Robinovi Hoodovi a jeho posádka si říkala „Muži Robina Hooda“.
Bellamy se narodil v Anglii v roce 1689 a jako teenager se začal plavit v britském královském námořnictvu. Poté, co kolem roku 1715 přesídlil na mys Cape Cod, vydal se na jih k pobřeží Floridy ve snaze najít potopenou flotilu s pokladem. Odtamtud se vydal na Bahamy a plavil se pod Benjaminem Hornigoldem a jeho druhým velitelem Edwardem Teachem. Poté, co Hornigold a Teach ztratili velení, Bellamy si přisvojil jakési ukořistěné plavidlo. S ním brzy na jaře roku 1717 dobyl tehdy nejmodernější otrokářskou loď Whydah Gally. Jen o dva měsíce později však byla loď zachycena severovýchodní bouří u pobřeží Massachusetts a potopila se, přičemž Bellamy s většinou posádky utonuli. Zbytky Whydah Gally byly objeveny v roce 1984. Šlo o první ověřený vrak pirátské lodi, který byl kdy v Severní Americe objeven.